# Conferència de Kienthal
La Conferència de Kienthal va ser una reunió socialista contra la guerra que es va dur a terme a Suïssa del 24 al 30 d'abril de 1916, al poble de Kienthal, al municipi de Reichenbach im Kandertal, al cantó de Berna. Aquesta conferència amb idees internacionalistes segueix la de Zimmerwald, que s'havia dut a terme l'any anterior, també al cantó de Berna.

## Assumptes a debatre
L'assumpte principal dels debats era, evidentment, la Primera Guerra Mundial. Els participants rebutjaven aquest conflicte que descrivien com a homicida, llarg i inútil. Segons ells, és el poble que s'arruïna i que sofreix en silenci per satisfer els burgesos capitalistes. El manifest de la Conferència declara d'altra banda « Aquesta guerra, pobles treballadors, no és la vostra, però en sou les víctimes ».
Tots els culpables d'aquest desastre humà estan designats: el deliri nacionalista així com el domini imperialista dels governs burgesos (siguin republicans o monàrquics). A més, els delegats de la Conferència citaven els diaris « alimentats per fons secrets », els industrials « proveïdors d'exèrcits i proveïdors de la guerra », els burgesos i els reaccionaris « que s'alegressin de veure topar els camps de batalla els que amenaçaven ahir els seus privilegis usurpats, és a dir els socialistes, i els obrers sindicalistes i els pagesos », la diplomàcia secreta i l'Església. Els participants designen com a causa de la guerra el capitalisme.

## Objectius fixats
Les reunions fraternals i internacionals de Zimmerwald i de Kienthal criden a la pau immediata i sense indemnitzacions ni annexions, també anomenada « Pau blanca ». A més, una minoria portada per Lenin defensava el programa de transformar la « guerra imperialista » en « guerra revolucionària » i fundar una nova Internacional.

Els socialistes cridaven també a pressionar els governs per mitjà de vagues i de manifestacions europees. Així, esperaven afeblir els bel·ligerants i fer aturar la guerra. Les últimes paraules del manifest subratllen aquesta idea: 
| « | A baix la guerra! Visca la pau! Pau immediata i sense annexions! Llarga vida al socialisme internacional! | » |
| — | |   |

## Participants
44 delegats socialistes participaven en la Conferència. Venien de nombrosos països europeus, inclosos bel·ligerants : Suïssa, Alemanya, Itàlia, Polònia, Sèrbia, Rússia i Portugal hi eren representats. Els set representants suïssos eren: Robert Grimm, Ernst Nobs, Fritz Platten, Ernest Paul Graber, Hermann Greulich, Charles Nana i Agnès Robmann. Per la banda russa, els futurs actors de la revolució d'Octubre com els famosos Lenin i Zinóviev hi eren presents. Pel que fa França, no va poder ser-hi present, ja que el seu govern havia rebutjat donar passaports als socialistes. Tres diputats francesos de la SFIO van arribar, tot i això, a Kiental: Pierre Brizon, Alexandre Blanc i Jean-Pierre Raffin-Dugens. Tanmateix, hi van assistir en qualitat d'observadors no delegats.
Pierre Brizon va escriure el manifest d'aquesta conferència, acceptat per la unanimitat dels participants.